# Rue militaire
Pour les articles homonymes, voir Rue (homonymie).
Dans les fortifications, la rue militaire est une portion de terrain naturel réservée au pied du parapet et le séparant des constructions civiles.
Dans les enceintes des places fortes, la largeur de ces rues ne pouvait être inférieure à 7,69 m, soit 4 toises, en vertu de la loi du 10 juillet 1791.
La rue militaire ceinturant intérieurement l'enceinte de Thiers à Paris, datant de 1841, et desservant les remparts est devenue les boulevards dits des Maréchaux.
Les rues des villes fortes sont tracées dans l'alignement des postes de tir de la citadelle afin de rétablir l'ordre rapidement. Dans les forts du système Séré de Rivières à massif central, on appelle rue du rempart la voie desservant les emplacements de batteries à ciel ouvert.

## Loi du 10 juillet 1791
Tous terrains de fortifications des places de guerre ou postes militaires, tels que remparts, parapets, fossés, chemins ouverts, esplanades, glacis, ouvrages avancés, terrains vides, canaux, flaques ou étangs dépendant des fortifications et tous autres objets faisant partie des moyens défensifs des frontières, tels que lignes, redoutes, batteries, retranchements, digues, écluses, canaux et leurs francs-bords lorsqu'ils accompagnent les lignes défensives ou qu'ils en tiennent lieu, quelque part qu'ils soient situés, soit sur les frontières de terre, soit sur les côtes et dans les îles qui avoisinent, sont déclarés propriétés nationales.
En cette qualité, leur conservation est attribuée à celui des ministres de la guerre ou de la marine, sous la dépendance duquel sont placés lesdits terrains ou postes militaires. Dans aucun cas, les corps administratifs ne pourront, sans la participation dudit ministre intéressé, en disposer ni s'immiscer dans leur manutention d'une autre manière que celle qui sera prescrite par la suite de la présente loi. Le ministre intéressé, ainsi que ses agents, demeureront responsables de la conservation desdites propriétés nationales, de même que de l'exécution des autres prescriptions de la présente loi.